# Phaenicophaeus tristis
La malcoa beccoverde o  malcoha beccoverde maggiore  (Phaenicophaeus tristis Lesson, 1830), è un uccello della famiglia dei Cuculidae.

## Sistematica
Phaenicophaeus tristis ha sei sottospecie:
- Phaenicophaeus tristis tristis
- Phaenicophaeus tristis saliens
- Phaenicophaeus tristis hainanus
- Phaenicophaeus tristis longicaudatus
- Phaenicophaeus tristis elongatus
- Phaenicophaeus tristis kangeangensis

## Distribuzione e habitat
Questo uccello vive nell'Asia meridionale e sudorientale, dall'India e la Cina fino all'Indonesia.